# Adulto responsable
En la ley inglesa, un adulto responsable —en inglés: appropriate adult— corresponde a un padre, un tutor o un trabajador social, o en otros casos, a cualquier persona mayor de 18 años que sirva como acompañante durante algún proceso judicial. El término fue introducido como parte de las modificaciones a la Ley de Policía y Evidencia Criminal de 1984, la cual rige en Inglaterra y Gales.
En estos países, un adulto responsable debe ser llamado por la policía para hacer presencia en cualquier caso de detención o interrogatorio a un menor de edad o a un adulto en condición de vulnerabilidad, tal y como lo define el Código de Práctica de la Ley de Policía y Evidencia Criminal.

## Detalles
En relación con menores de edad, un adulto responsable es definido por la Ley de Crimen y Desorden de 1998 en la sección 38(4)(a), con el propósito de «salvaguardar los intereses del niño y de los jóvenes detenidos por oficiales de la policía». La Ley de Policía y Evidencia Criminal de 1984 en su sección 63B(10) estipula que, en relación con cualquier menor de 18 años, un adulto responsable deberá ser:
(a) su madre o padre o tutor, o si el menor pertenece a alguna organización de cuidado local o privada, una persona que represente dicha organización; o
(b) un trabajador social de cualquier autoridad local; o
(c) en caso de no disponer de una persona que cumpla con las características anteriores, cualquier persona mayor de 18 años que no sea oficial de la policía o sea empleado por la policía.
El Equipo de Infracción Juvenil («Youth Offending Teams») es la autoridad local de Gales e Inglaterra responsable de proveer un adulto responsable a todo menor de edad según lo establecido en la sección s.38(4)(a) de la Ley de Crimen y Desorden de 1998. Esto aplica si los padres del menor no lo pueden acompañar, no tienen la voluntad o no son apropiados para ejercer como adultos responsables. Dependiendo de la autoridad local, la salvaguardia del menor puede ser llevada a cabo por cualquier miembro del Equipo de Infracción Juvenil, trabajadores temporales, voluntarios comunitarios o personas asignadas por caridad o por empresas.
Su función es:
(a) apoyar, aconsejar y asistir a la persona detenida, particularmente durante el interrogatorio;
(b) observar si la policía actúa de forma apropiada, es decir, de forma imparcial y respetuosa hacia los derechos de la persona detenida. Si no es así, el adulto responsable les debe hacer saber;
(c) asistir la comunicación entre la persona detenida y la policía;
(d) asegurase de que la persona detenida ha entendido sus derechos y de su propio rol en la protección de sus derechos.
De igual forma, un adulto responsable también es requerido cuando un adulto en condición de vulnerabilidad (mentalmente vulnerable generalmente) es puesto en custodia.. Sin embargo, en Gales e Inglaterra no hay un esquema definido ni ningún ente en particular que provea de adultos responsables a personas consideradas vulnerables.
En el caso de Irlanda del Norte, los acusados vulnerables pueden contar con la asistencia de intermediarios registrados («Registered Intermediary») para facilitar la comunicación al momento de rendir testimonio oral ante la corte. 
En el caso de Escocia, un adulto responsable puede facilitar la comunicación entre la policía y cualquier persona mayor de 16 años con algún problema mental. Esto lo define la Ley de Salud Mental de 2003 e incluye cualquier afectación neurológica, ya sean afectaciones cerebrales externas, autismo o demencia. 
Muchas organizaciones oficiales manejan un sistema de «voluntarios como adultos responsables», los cuales entrenan a personas del común durante su tiempo libre. Muchos de estos sistemas operan en horarios de fines de semana o en las horas de la tarde en días normales que extienden la jornada remunerada de trabajo de los trabajadores sociales.